# Vrána černá
Vrána černá (Corvus corone) je středně velkým druhem ptáka z čeledi krkavcovitých (Corvidae). Hnízdící ptáci jsou teritoriální, po zbytek roku se však často zdržují v hejnech až o 100 jedincích, kteří společně i hřadují.

## Taxonomie

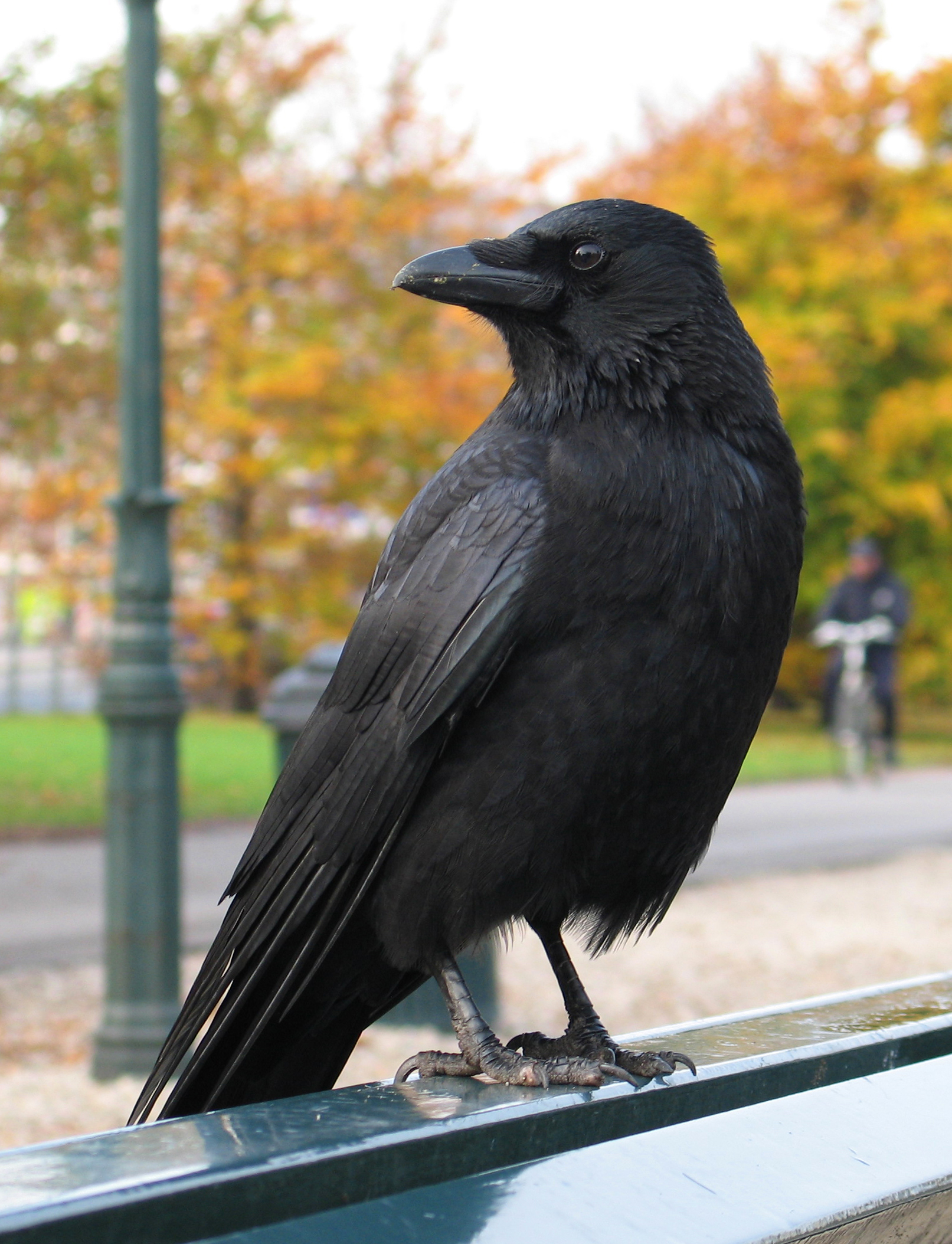
Vrána černá

Vrána černá byla společně s vránou šedou (Corvus cornix) dlouho považována za poddruh vrány obecné a označována proto pod názvem vrána obecná černá (Corvus corone corone). Z podrobného průzkumu provedeného v roce 2003 (Parkin et al.) však vzhledem k významným rozdílům ve zbarvení obou druhů a snížené genetické životnosti kříženců vyplynulo, že by měly být považovány za dva oddělené druhy. Tento názor je však stále částí ornitologů považován za kontroverzní, protože nemá podporu v molekulárních studiích. Ty ukázaly, že zcela odlišné jsou východoasijské populace vran (Corvus corone orientalis), mezi evropskými poddruhy však neodhalily žádné výrazné genetické rozdíly. Minimálně je jasné, že dochází k významné výměně genetických informací mezi vránou šedou a vránou černou. Na druhou stranu existence a udržování úzké hybridní zóny ukazují na rozdíly v ekologii a etologii obou druhů, stejně jako na existenci pohlavního výběru, upřednostňujícího partnera z určité populace. Situace vyžaduje další důkladný průzkum.

## Popis
- Délka těla: 45–50 cm
- Rozpětí křídel: 90–100 cm
- Hmotnost: 600–700 g.

Peří má černé s modrým leskem, černého zbarvení jsou také končetiny a silný, u kořene opeřený, na konci mírně zakřivený zobák. Obě pohlaví jsou zbarvena stejně , mladí ptáci mají hnědší zbarvení křídel.
Může být relativně snadno zaměněna s mladými jedinci havrana polního (Corvus frugilegus), kteří mají strmější čelo. V letu ji lze pak od ostatních krkavcovitých odlišit díky téměř rovnému konci ocasu, který je u havrana polního jasně zakulacený a u krkavce velkého (Corvus corax) klínovitý.

## Hlas
Ozývá se drsným a hlasitým „krá“, často v řadě za sebou. Příležitostně přednáší tichý žvatlavý zpěv plný imitací. V lidské péči se může naučit několik slov.

## Rozšíření
Tvoří dva poddruhy; první – Corvus corone corone – se vyskytuje v západní polovině Evropy, a druhá – Corvus corone orientalis – ve východní Asii v rozmezí od řeky Jenisej až po Japonsko. Ve východní polovině Evropy ji zastupuje blízce příbuzná vrána šedá – hranice mezi rozšířením obou druhů prochází také Českou republikou, kde ji tvoří řeky Labe a Vltava. Na takovýchto místech může docházet také k jejich křížení. Jako biotop preferuje otevřenou krajinu s lesy, většinou blízko vod, místy proniká také do měst. Je stálá až potulná. Evropská populace druhu je odhadována na 5,5–12 milionů hnízdících párů. V České republice hnízdí od nížin po 1300 m n. m. v počtu 3–6 tisíc párů.

## Hnízdění

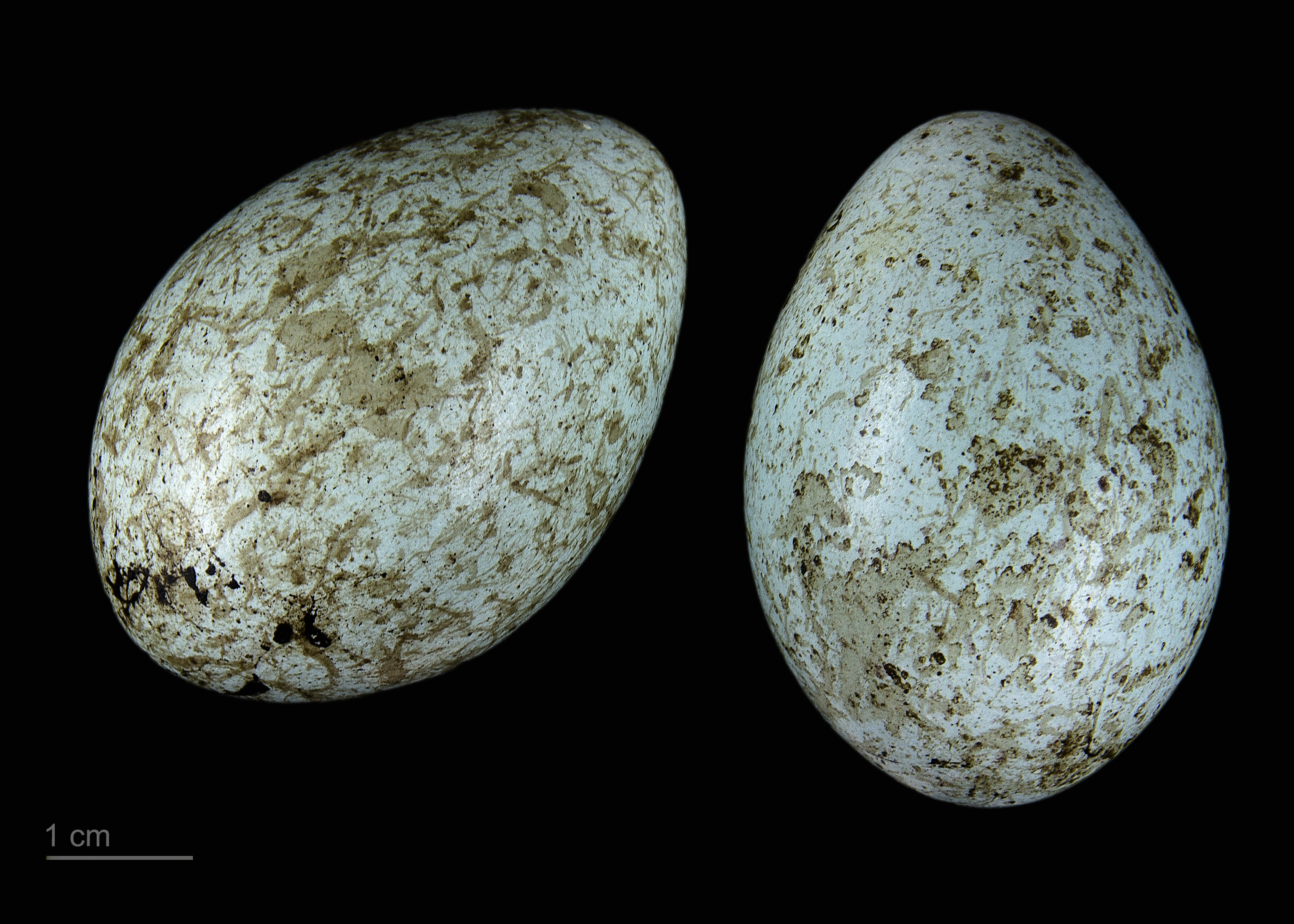
Corvus corone corone

Pohlavně dospívá až ve věku 3 let. Je monogamní, páry spolu přitom setrvávají po celý život. Velké hnízdo z větví, které vystýlá travou, chlupy a jinými měkkými materiály, staví oba ptáci vysoko ve vidlicích větví stromů, na sloupech nebo na skalách. Během března až dubna klade 3–6 zelenavých, hnědě skvrnitých, 39,7 × 28,1 mm velkých vajec, na kterých sedí 18–21 dnů samotná samice krmená samcem. Mláďata, která již krmí oba rodiče, pak hnízdo opouští po 28–35 dnech. Zatím nejvyšší zaznamenaný věk u volně žijícího jedince činí 19 let a 2 měsíce.

## Potrava
Je všežravá, její potrava je však převážně živočišná. Požírá hmyz, žížaly a jiné červy, malé savce až do velikosti zaječího mláděte, ryby, měkkýše, mršiny, odpadky, semena a plody; plení též hnízda jiných ptáků. K potravě s tvrdou skořápkou, jakou má např. ořech, se občas snaží dostat tak, že ji z výšky pouští na tvrdý povrch.